# John Faa
John Faa (udtales Fa) er en fiktiv jypsi-konge i Philip Pullmans trilogi om Det gyldne kompas. John Faa er også nogle gang kendt som Lord Faa, og er lederen af de vestlige jypsier. Da "Disciplinærkommissionen" begynder at kidnappe børn, fører han 170 af sine mænd nordpå for at redde børnene. 
Han er en stolt kriger, respekteret af menneskene omkring ham, åbensindet og lytter til alle. Han er gode venner med den ældre jypsi Farder Coram. 
Selvom han egentlig var imod ideen fra starten af, beslutter John Faa at tage med Lyra til Bolvangar, Svalbard, for at redde de kidnappede jypsi-børn. Han bliver såret i et baghold, da de bliver angrebet af en Samoyeds-stamme, hvor mange jypsier bliver dræbt, til trods for hjælpen fra panserbjørnen Iorek Byrnison, en bjørn John Faa har hyret til at hjælpe dem nordpå. John Faa fuldfører missionen, redder børnene sammen med Lyra og tager dem med tilbage til England. 
John Faas daimon er en sort hun-krage.
I filmen Det Gyldne Kompas spilles han af skuespilleren Jim Carter.